# 劉顯 (景泰進士)
劉顯（1422年—？），字光祖，湖廣寶慶府新化縣人，軍籍，明朝政治人物。同進士出身。

## 生平
湖廣鄉試第三十五名舉人。景泰五年（1454年）甲戌科會試第二百三十九名舉人，殿試登進士第三甲第十三名。

## 家族
曾祖劉文新。祖父劉楚珎。父劉存，曾任知縣。